# Chaetachme aristata
Chaetachme aristata là một loài thực vật có hoa trong họ Cannabaceae (từng có thời xếp trong họ Ulmaceae). Loài này được Jules Émile Planchon mô tả khoa học đầu tiên năm 1848.
Nó có quan hệ họ hàng gần với Pteroceltis.

## Phân bố
Loài cây bụi hay cây gỗ nhỏ cao tới 10 m này là bản địa khu vực nhiệt đới châu Phi, miền nam châu Phi và Madagascar.